# Memorial Van Damme 2014
Memoriál Van Dammeho 2014 byl lehkoatletický mítink, který se konal 6. září 2014 v belgickém městě Bruselu. Byl součástí série mítinků Diamantové ligya 2014.

## Výsledky
- Archiv výsledků zde [1]

### Muži
| Disciplína      | 1. místo                           | 2. místo                                    | 3. místo                  |
| 100 m           | Justin Gatlin 9,77                 | Michael Rodgers 9,93                        | Asafa Powell 9,95         |
| 1 500 m         | Taoufik Makhloufi 3:31,78          | Silas Kiplagat 3:31,80                      | Ayanleh Souleiman 3:32,82 |
| 3000 m překážek | Jairus Birech 7:58,41              | Mahiedine Mekhissi-Benabbad 8:03,18         | Evan Jager 8:04,71        |
| Skok daleký     | Godfrey Khotso Mokoena 819 cm      | Ignisious Gaisah 806 cm                     | Christian Taylor 806 cm   |
| Skok do výšky   | Mutaz Essa Baršim 243 cm Rekord DL | Bohdan Bondarenko 240 cm                    | Ivan Uchov 234 cm         |
| Skok o tyči     | Renaud Lavillenie 593 cm           | Konstadinos Filippidis Robert Sobera 565 cm |                           |
| Hod diskem      | Robert Harting 67,57 m             | Piotr Małachowski 67,35 m                   | Gerd Kanter 65,81 m       |

### Ženy
| Disciplína     | 1. místo                        | 2. místo                       | 3. místo                           |
| 200 m          | Allyson Felixová 22,02          | Myriam Soumaréová 22,11        | Dafne Schippersová 2,30            |
| 400 m          | Sanya Richardsová-Rossová 49,98 | Stephenie McPherson 50,12      | Novlene Williamsová-Millsová 50,42 |
| 800 m          | Brenda Martinez 1:58,84         | Lynsey Sharpová 1:58,94        | Eunice Jepkoech Sumová 1:58,94     |
| 3000 m         | Mercy Cherono 8:28,95           | Sifan Hassanová 8:29,38        | Genzebe Dibabaová 8:29,41          |
| 400 m překážek | Kaliese Spencer 54,12           | Denisa Rosolová 54,54          | Eilidh Childová 54,76              |
| Trojskok       | Caterine Ibargüenová 14,98 m    | Olga Saladuchová 14,53 m       | Jekatěrina Koněvová 14,40 m        |
| Vrh koulí      | Valerie Adamsová 20,59 m        | Christina Schwanitzová 19,86 m | Michelle Carterová 19,73 m         |
| Hod oštěpem    | Barbora Špotáková 77,96 m       | Sunette Viljoenová 64,30 m     | Kathryn Mitchell 62,93 m           |